# París-Saclay
París-Saclay es un parque tecnológico y científico cerca de Saclay, en Isla de Francia. Incluye instituciones de investigación, dos grandes universidades francesas con centros de enseñanza superior (Grandes Escuelas) y también centros de investigación de empresas privadas. En 2013, Technology Review situó a Paris-Saclay entre los 8 mejores clústeres de investigación del mundo. En 2014, comprendía casi el 15% de la capacidad de investigación científica francesa.
Los primeros asentamientos se remontan a la década de 1950, y la zona se amplió varias veces en las décadas de 1970 y 2000. Actualmente están en marcha varios proyectos para seguir desarrollando el campus, incluido el traslado de algunas instalaciones.
En la actualidad, la zona alberga muchas de las mayores empresas de alta tecnología de Europa, así como las dos principales universidades de Francia, la Universidad Paris-Saclay (CentraleSupélec, ENS París-Saclay, etc.) y el Instituto Politécnico de París (École Polytechnique, Télécom ParisTech, HEC Paris, etc.). En la clasificación ARWU 2020, la Universidad Paris-Saclay ocupa el 14.º lugar en el mundo en matemáticas y el 9.º en física (1.º en Europa).
El objetivo era reforzar el clúster para crear un centro científico y tecnológico internacional que pudiera competir con otros distritos de alta tecnología como Silicon Valley o Cambridge, MA.